# Precinct de Tallula no 11
Le precinct de Tallula no 11 est un precinct électoral du comté de Menard dans l'Illinois, aux États-Unis. En 2010, ce precinct comptait une population de 653 habitants.

## Source de la traduction
- (en) Cet article est partiellement ou en totalité issu de l’article de Wikipédia en anglais intitulé « Tallula No. 11 Precinct, Menard County, Illinois » (voir la liste des auteurs).